# 脱出アドベンチャー 呪いの数列
『脱出アドベンチャー 呪いの数列』(だっしゅつアドベンチャー のろいのすうれつ)は、アークシステムワークスより2015年4月23日にニンテンドーeショップにて配信開始されたニンテンドー3DS用ゲームソフト。脱出アドベンチャーシリーズ第6作。

## ストーリー
七阜市・大継町に位置する私立逢魔学園高校では、「学園内のあらゆる場所に突如として前触れもなく現れる謎の数列」という怪談話が流行していた。
学園に通う時野若留はクラスメイトで美術部員である八重垣の「呪いの数列」の目撃証言を聞き夜の美術室に調査に乗り出す。そこで同じく調査中の須佐見優理香と出会い2人は競い、ときには協力し数列の謎に挑む。やがて、優理香が調査を進めるうちに10年前に同様の現象があったことが判明し…。

## 登場人物
時野 若留（ときの わかる）
シリーズの主人公で、私立逢魔学園高校2年生。
大継町内にある時計屋「時野時計店」の孫娘で、左腕に着けた特殊な腕時計・クロノテクトを使った分解が得意。オカルトや怪談に目がなく、今作では学園で噂になっている｢呪いの数列｣の謎に挑む。
須佐見 優理香（すさみ ゆりか）
私立逢魔学園高校2年生で、名探偵を自称する少女。
弟の秀ノ介と共に、祖父が理事長をしている私立逢魔学園に転入した。機械音痴でオカルト否定派であり、オカルトが存在しないことを証明するために「呪いの数列」の調査に乗り出す。極度の電磁波過敏症で電子機器を苦手とする。才色兼備で生徒からの探偵依頼も気軽に応じる故に後輩からはファンクラブが作られている。
鍛冶野 彦道（かじの ひこみち）
私立逢魔学園高校2年生。若留の幼馴染み。
面倒臭がり屋だが義理堅く真っすぐな性質の持ち主で、賭け事に強くいつも10面ダイスを持ち歩いている。非科学的なものは一切信じない性質だが、一方で賭け事に関するジンクスは信じている側面がある。
須佐見 秀ノ介（すさみ しゅうのすけ）
私立逢魔学園高校2年生。優理香の双子の弟。
ルックスの良さや物腰の低い態度、学園の噂に関する知識の豊富さから女子からは大人気であるが、姉の優理香には助手としていいように使われてしまっている。
月夜野 境護（つきよの きょうご）
若留たちのクラスの担任教師。
須佐見姉弟とは遠い親戚にあたる。見た目こそ若いが、それに反してアラフォーだという噂がある。
八重垣（やえがき）
若留達のクラスメイト。彼女がコンクールに出展するために描いていた絵に「呪いの数列」が現れたことを聞いた若留と優理香は夜の美術室に忍び込む。絵がダメになったショックで落ち込み登校拒否になるも事件が解決したエンディング後は出席している。
河海先生
美術教師。10年前、逢魔学園の生徒だった時期にオカルト研究部の一員として「呪いの数列」を調査していた。しかし、その最中に初恋の人であるオカルト研究部部長が謎の失踪を遂げたため「呪いの数列」を快く思っていない。